# Jöna Aigouy
Jöna Aigouy (* 19. April 1999 in Rodez) ist eine französische Leichtathletin, die sich auf den Speerwurf spezialisiert hat.

## Sportliche Laufbahn
Erste internationale Erfahrungen sammelte Jöna Aigouy beim Europäischen Olympischen Jugendfestival (EYOF) 2015 in Tiflis, bei dem sie mit einer Weite von 54,70 m mit dem 500-g-Speer die Silbermedaille gewann. 2018 schied sie bei den U20-Weltmeisterschaften in Tampere mit 48,68 m in der Qualifikationsrunde aus und 2021 gewann sie bei den U23-Europameisterschaften in Tallinn mit 55,82 m die Bronzemedaille hinter der Weißrussin Aljaksandra Konschyna und Münevver Hancı aus der Türkei.
2021 und 2023 wurde Aigouy französische Meisterin im Speerwurf.